# El Coro
El Coro är en ort i Mexiko.   Den ligger i kommunen El Porvenir och delstaten Chiapas, i den sydöstra delen av landet, 900 km sydost om huvudstaden Mexico City. El Coro ligger 2 916 meter över havet och antalet invånare är 128.
Terrängen runt El Coro är varierad. El Coro ligger uppe på en höjd. Runt El Coro är det ganska tätbefolkat, med 78 invånare per kvadratkilometer. Närmaste större samhälle är El Porvenir de Velasco Suárez, 1,1 km norr om El Coro. Omgivningarna runt El Coro är en mosaik av jordbruksmark och naturlig växtlighet.